# Литвина (деревня)
Ли́твина (эст. Litvina) — деревня в волости Сетомаа уезда Вырумаа, Эстония. Исторически относится к нулку Саатсеринна.
До административной реформы местных самоуправлений Эстонии 2017 года входила в состав волости Вярска уезда Пылвамаа.

## География и описание
Расположена в 46 километрах к востоку от уездного центра — города Выру, и в 13 километрах к юго-востоку от волостного центра — посёлка Вярска, у российско-эстонской границы, между деревнями Саатсе и Паттина. Высота над уровнем моря — 51 метр.
На территории деревни расположена северная часть озера Паттина.
Климат переходный от морского к континентальному. Официальный язык — эстонский. Почтовый индекс — 64011.

## Население
По данным переписи населения 2021 года, в деревне насчитывалось 13 жителей, все — эстонцы.
По данным переписи населения 2011 года, в Литвина проживали 9 человек, все — эстонцы (сету в перечне национальностей выделены не были).
Численность населения деревни Литвина по данным переписей населения:
| Год  | 1959 | 1970 | 2000 | 2011 | 2021 |
| ---- | ---- | ---- | ---- | ---- | ---- |
| Чел. | 65   | ↘ 48 | ↘ 20 | ↘ 9  | ↗ 13 |

## История
В письменных источниках 1585 года упоминается Литвиново, 1781 года — Литвинова, 1886 года — Litwinna, 1904 года — Litvinna, Литви́ново, 1922 года — Litvina, 1923 года — Litvinovo.
На военно-топографических картах Российской империи (1846–1867 годы), в состав которой входила Лифляндская губерния, деревня обозначена как Литвинова.
В XVIII веке деревня относилась к приходу Саатсеринна и входила в состав общины Моложва.
Юго-восточная часть деревни Литвина ранее была самостоятельной деревней Ворохка, на местном наречии — Воронка ~ Ворокна (в 1585 году упоминается как Воронково, в 1780 году — Воранкова, Воронкова, в 1802 году — Воранкина, в 1886 году — Worohwka, в 1904 году — Voronka, Воронко́во, в 1920 году — Voronkovo). В начале XIX века она была частной собственностью, в конце столетия входила в состав Кулейской общины и относилась к Кулейскому приходу.
В 1977 году, в период кампании по укрупнению деревень, Ворохка была объединена с деревней Литвина; последняя с того же года и до 1997 года была частью деревни Саатсе.

## Происхождение топонимов
Эстонский языковед Яак Симм предполагал, что название деревни Литвина произошло от русской фамилии Литвинов. Её можно сравнить со словами «литвины» (множ. ч.) — «плетёнки» (например, для укрепления стога сена) и «литвинник» (стяжки или петли для крепления плота). Также зарегистрированы старорусское личное имя Литвинъ (XV–XVII в.в.) и фамилия Литвиновъ (XV–XVII в.в.).
Русская фамилия Литвин (а также Литвинов) отсылает к литовцам или человеку с происхождением из Литвы или Польско-литовского государства, а также к белорусам. Это объяснение происхождения топонима наиболее вероятным считают этнограф и языковед Юри Труусманн и языковед Тартуского университета Анжелика Штейнгольде. Топоним Литвиново встречается как Белоруссии, так и в России, и в Украине.
Основной топонима Воронково Яак Сийм считает фамилию Воронков, которое могло произойти от светского (гражданского) имени Воронок, которое, в свою очередь, произошло от слова «ворон» (в 1551 году встречается ′сын вороного′). Зарегистрированы старорусское личное имя Воронко (XVI–XVII в.в.) и фамилия Воронковъ (XVI век).

## Известные личности
В деревне Литвина родился эстонский актёр Арво Кукумяги (1958—2017).

## Комментарии
1. ↑  Эстонские топонимы, оканчивающиеся на -а, не склоняются и не имеют женского рода (исключение — Нарва)[9].